# Tony Binarelli
Tony Binarelli, pseudonimo di Antonio Binarelli (Roma, 16 settembre 1940 – Roma, 12 luglio 2022), è stato un illusionista e personaggio televisivo italiano.

## Biografia
Tony Binarelli si interessa di illusionismo, di micromagia, cartomagia, prestidigitazione, mentalismo e ai fenomeni paranormali.
Nel 1958 si iscrive al "Club Magico Italiano" di Bologna, come dilettante.
Nel 1972 approda in televisione, come professionista.
Proprio in televisione ha recitato nella parte di sé stesso nelle due puntate dello sceneggiato Rai del 1972 Serata al Gatto Nero. Nel 1974 partecipa al programma Foto di gruppo, condotto da Raffaele Pisu. La più importante è la sua partecipazione, continuativa, nei primi tre anni di trasmissione di Domenica in condotta da Corrado. In questi anni lancia la giovanissima Linda Lorenzi che lo affianca come assistente.
Dal 1982 utilizza la Situation Comedy in magia, definizione sua per identificare la partecipazione del pubblico. Ha preso parte come controfigura delle mani di molti attori a numerosi film, tra i quali Tre passi nel delirio di Louis Malle e ...continuavano a chiamarlo Trinità di E.B. Clucher.
Consulente per il Teatro Sistina di Roma per molte produzioni teatrali, nel corso della sua carriera ha pubblicato numerosi libri sia per il pubblico generalista molti dei quali tradotti in varie lingue, e molti, come la serie Playmagic, Class Act, My Way to Mentalism, che si affiancano ai numerosi nuovi effetti di sua creazione come il "Lips", sul mercato dal 1977. Nel 1988 ha fondato, diretto e pubblicato la rivista specializzata Qui magia. Binarelli ha inoltre assunto la carica di vice-presidente territoriale per l'Italia dell'IBM, International Brotherhood of Magicians. Nel 1995 ha ideato e diretto il corso professionale e Trofeo "Qui magia", tenuto per dieci edizioni, otto a San Martino di Castrozza e due a Varazze.
Nel corso della sua carriera ha ricevuto molti premi e riconoscimenti nazionali e internazionali. Al 5º Congresso Magico Nazionale del CMI (1960) gli viene assegnato il 3º premio per la cartomagia. Due premi ai Campionati Mondiali d'illusionismo (1967, 1970), nel 1992 in USA gli viene attribuito il "Louis Tannen Special Award", nel 1993 la Società Giapponese d'illusionismo gli conferisce il "Tenkai prize", per la prima volta assegnato ad un illusionista europeo. Dal 1991 al 1995 con la sua partecipazione a Buona Domenica di Canale 5 conquista, unico prestigiatore, il Telegatto, ed è premiato inoltre a Montecarlo (1998) e Las Vegas (2000).
Nel 2004 organizza la prima settimana magica italiana al Magic Castle di Hollywood, inserita nelle iniziative culturali del Consolato italiano di Los Angeles. Nel corso delle celebrazioni del Centenary of the Magic Circle, a Londra nel 2005, viene nominato membro dell'Inner Circle, premiato con la "Golden Medal". Il suo spettacolo Quinta dimensione show ha girato in tournée l'Italia fino al 2005. La rappresentazione dal titolo Class act show, mescola la magia delle mani e quella della mente con il cabaret e l'umorismo.
Per oltre un decennio si è dedicato alla formazione di giovani prestigiatori organizzando, ogni anno, i corsi di aggiornamento di San Martino di Castrozza e Varazze e laureando i nuovi artisti del domani. Da questa scuola sono nati alcuni dei prestigiatori professionisti più rappresentativi di oggi, giovani che calcano i palcoscenici di tutto il mondo e si esibiscono in TV: Gaetano Triggiano, Andrew Basso, Gabriele Mago Gentile, Daniele Lepantini, Paolo Giua alcuni dei nomi che si sono distinti per la loro carriera brillante. Dal 2008 al 2012 Tony Binarelli ha proseguito le sue attività artistiche con spettacoli in teatri, circoli e in feste di piazza dei principali comuni italiani. Ha tenuto inoltre due tournée in Francia e Regno Unito presso i maggiori circoli magici di queste nazioni. Per la stagione 2013 ha prodotto un nuovo spettacolo, ...La magia ed io!!! Nel 2015 in occasione dei Campionati Mondiali FISM di Rimini ha presentato, davanti a centinaia di colleghi provenienti da ogni paese, una speciale conferenza che racchiudeva il meglio delle sue creazioni di settore, confermandosi come una delle menti più creative dell'arte dell'illusionismo internazionale.
È morto dopo una lunga malattia all'ospedale Sandro Pertini di Roma il 12 luglio 2022 a 81 anni.
Il 22 maggio 2024 esce il libro Binarelli in arte Tony. La sua vita, la sua magia, scritto a quattro mani da Gabriele Gentile e Alex Rusconi, in collaborazione con Marina Binarelli, moglie dell'artista. Il libro, edito da Florence Art Edizioni, raccoglie alcuni dei giochi più famosi del prestigiatore romano, preceduti da un lungo racconto biografico, impreziosito da decine di fotografie, in parte inedite.

## Premi

### FISM (campionati mondiali di magia)
- Baden-Baden 1967 2ª posizione Close up card
- Amsterdam 1970 2ª posizione Close up card

### Congressi CMI
- Bologna 1960 –  5º Congresso Magico Nazionale – 3º Cartomagia

## Filmografia

### Cinema

#### Attore
- Bluff - Storia di truffe e di imbroglioni, regia di Sergio Corbucci (1976)
- Io sto con gli ippopotami, regia di Italo Zingarelli (1979)

#### Controfigura
- Tre passi nel delirio, regia di Federico Fellini, Louis Malle e Roger Vadim (1968)
- Se è martedì deve essere il Belgio, regia di Mel Stuart (1969)
- ...continuavano a chiamarlo Trinità, regia di E.B. Clucher (1971)
- Un genio, due compari, un pollo, regia di Damiano Damiani (1975)
- Sahara Cross, regia di Tonino Valerii (1977)

### Televisione

#### Attore
- Serata al Gatto Nero
- Delitto in via Teulada, regia di Aldo Lado – film TV (1980)

#### Conduttore e ospite fisso
- Arcobaleno (Raidue, estate 1987)
- Domenica In (Rete 1, 1976-79)

## Discografia parziale
- 1979 – Tiki Tiki (RCA, 7") con Fiammetta Flamini

## Pubblicazioni
- Dopocena con il mago, Foligno, Campi, 1972, SBN LO11209491.
- Quinta dimensione, Milano, Longanesi, 1977, SBN SBL0238642.
- Quinta dimensione: le carte psichiche, Bologna, Italcards, 1977, SBN RAV2041401.
- L'ABC per diventare ipnotisti: dodici esperimenti pratici (supplemento al numero 10 di Astra, 1980), Milano, Editoriale del Corriere della Sera, 1980, SBN MIL0532088.
- Occhio al baro, Roma, Bietti, 1980, SBN SBL0328523.
- Tutti i trucchi del gioco d'azzardo, Padova, MEB, 1984, ISBN 88-7669-027-1.
- Il manuale del prestigiatore: 70 giochi di prestigio facili da eseguire e di sicuro successo, Milano, Sonzogno, 1993, ISBN 88-454-0488-9.
- Quinta dimensione (con CD-ROM), prefazione di Rudy Stauder, Roma, Mediterranee, 2008, ISBN 978-88-272-1980-5.